# Rafał Augustyniak
Rafał Augustyniak (Zduńska Wola, 14 ottobre 1993) è un calciatore polacco, centrocampista del Legia Varsavia.

## Caratteristiche tecniche
È un mediano.

## Carriera

### Club
Cresciuto nel settore giovanile del Widzew Łódź, ha esordito fra i professionisti il 4 agosto 2012 disputando con il Pogoń Siedlce l'incontro di II liga perso 1-0 contro il Radomiak Radom.
Nel 2019 lascia la Polonia per approdare ai russi dell'Ural, militanti in Prem'er-Liga.

### Nazionale
Nel 2021 ha giocato una partita nella nazionale polacca.

## Palmarès

### Club

#### Competizioni nazionali
- Campionato polacco di seconda divisione: 1

Miedź Legnica: 2017-2018
- Coppa di Polonia: 2

Legia Varsavia: 2022-2023, 2024-2025
- Supercoppa di Polonia: 1

Legia Varsavia: 2023